# Вінченцо Джеміто
Вінченцо Джеміто (італ. Vincenzo Gemito; 16 липня 1852 — 1 березня 1929) — італійський дизайнер і скульптор, прихильник реалізму в мистецтві.

## Біографія

### Ранні роки
В Італії важко здивувати бідністю. Але бідність в Неаполі увійшла у прислів'я і була страшною реальністю для тисяч мешканців міста.
Вінченцо народився в бідній родині дроворуба. На другий день по народженні дитини бідна мати віднесла хлопчика на поріг шпиталю для покинутих немовлят Аннунціата (шпиталь Благовіщення в Неаполі). Підлітку пощастило, в 10 років його всиновила неаполітанська родина, котра щойно поховала власну дитину. Ще в шпиталі для покинутих немовлят Аннунціата йому дали прізвище Джеміто. Хлопчик потрапив в родину ремісника і його готували до долі ремісника.

### Освіта і самоосвіта
Згодом хлопця влаштували до майстерні скульптора Еммануеле Каджано, де відкрились художні здібності підлітка. Підліток демонстрував таку майстерність, що його влаштували в Неаполітанську академію красних мистецтв в 12-річному віці. В академії Вінченцо Геміто заприятелював із майбутнім художником Антоніо Манчіні (1852—1930), дружні стосунки з яким зберігав роками. Дещо пізніше почав навчатися в Академії Доменіко Маджоре вечорами. У віці 16 років виліпив фігуру підлітка за грою, котра принесла юнакові перше визнання. Король Віктор Еммануїл I придбав скульптуру для постійного експонування в музеї Каподімонте.
Практично на цьому його освіта закінчилася, бо нікому було її сплатити за бідняка. Почалися роки самоосвіти.

### Трирічний паризький період
1877 року він прибув у Париж, де виставляв власні твори в різних галереях і салонах. У Парижі заприятелював із французьким художником Мейсоньє, представником стилю академізм. Брав участь у Всесвітній виставці 1878 року. Отримав визнання, коли виставив в паризькому Салоні скульптуру «Хлопчик-рибалка», над удосконаленням якої довго працював. У Парижі розпочав працювати модним портретистом-скульптором. Після смерті покровителя Мейсоньє 1780 року повернувся в Неаполь.

### Шлюб, бідність і психічна хвороба
По поверненню в Італію деякий час мешкав на острові Капрі, де пошлюбився із Анною Кутоло.
1883 року він зробив рішучій крок до самостійності і зміцнення власного фінансового стану. Він започаткував створення власної ливарної майстерні, аби працювати в техніці втраченого воску, поширеної з доби італійського відродження.
Ще 1887 року він отримав замову на скульптуру «Імператор Карл V», котру виконав із мармуру і виставлену в Королівському палаці в Неаполі. Мармур не був улюбленим матеріалом скульптора (що працював в теракоті і в бронзі), тому він вважав, що скульптура вийшла гірше за його можливості.
Виявилися ознаки психічних розладів. Вінченцо усамітнився і довгий час працював лише як малювальник. Частку років провів під наглядом в психіатричній лікарні.

## Пізні твори
Полегшення психічного стану 1909 року надало можливість повернутися до майстерності скульптора. Він малював і звернувся до ліплення. Незважаючи на вік і хворобу мав тверду руку. У малюнках збереглися як його бачення скульптора, так і майстерність виконання. Колекціонери особливо поціновують твори його пізньої пори, визнаючи Вінченцо Геміто психічно нестабільним, але геніально обдарованим.

## Галерея графічних творів

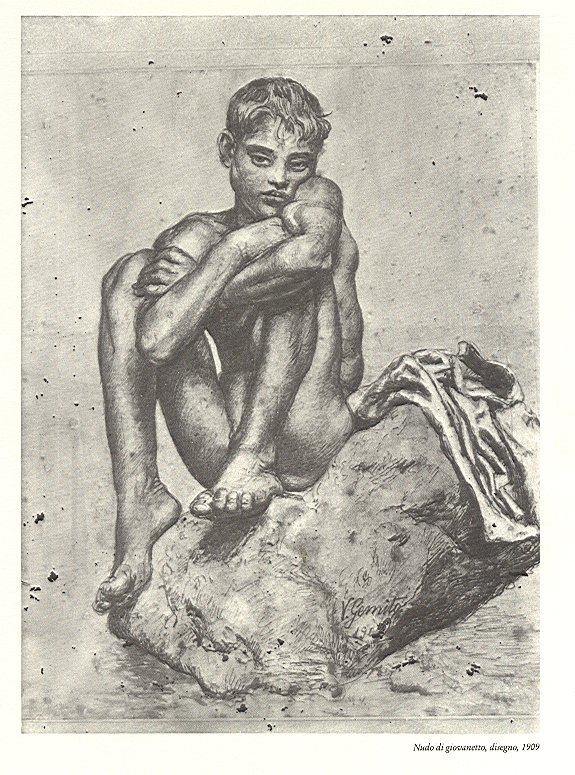
«Хлопчик на узбережжі», 1909 рік, малюнок.

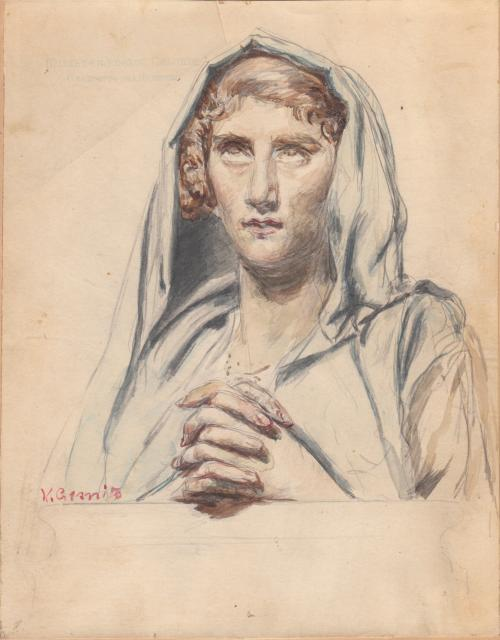
«Голова Богородиці »
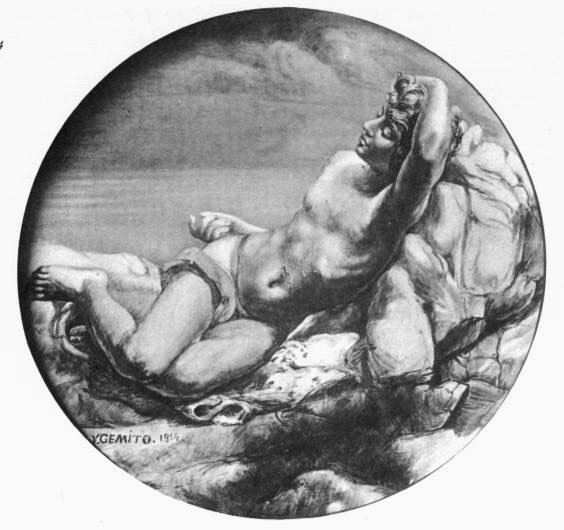
«Відпочинок»
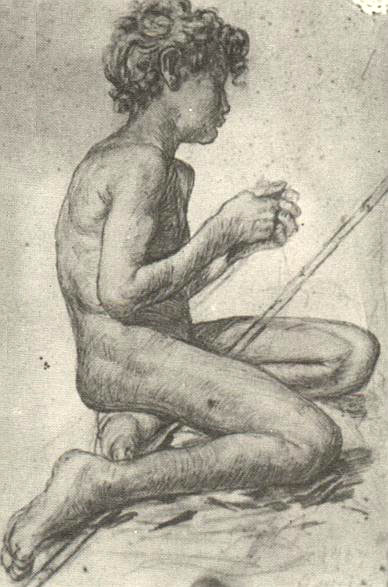
«Хлопчик-рибалка», штудія
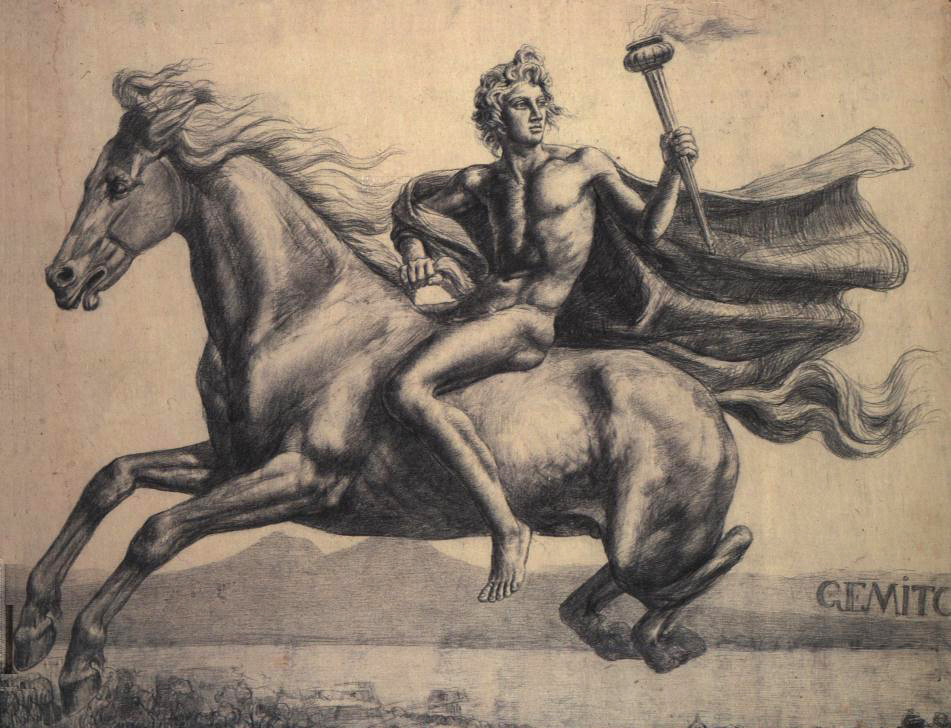
«Олександр Македонський верхи на коні Буцифалі», 1904 р.
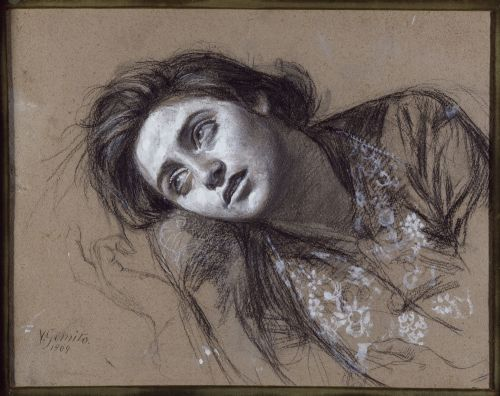
Анна Геміто, 1909 р.
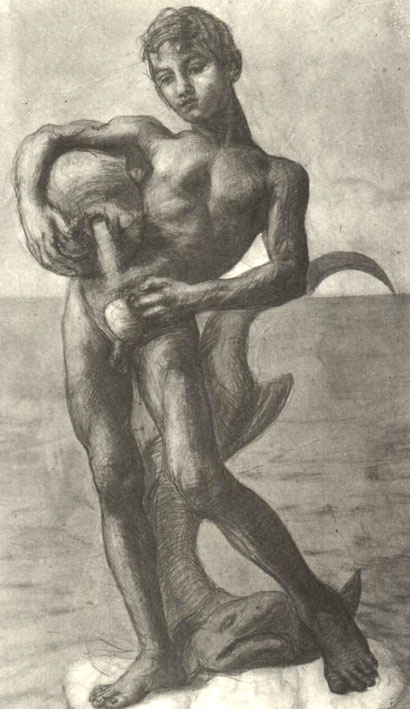
«Хлопчик-водонос», дизайнерська фігура для фонтану, 1925 р.

## Галерея скульптур

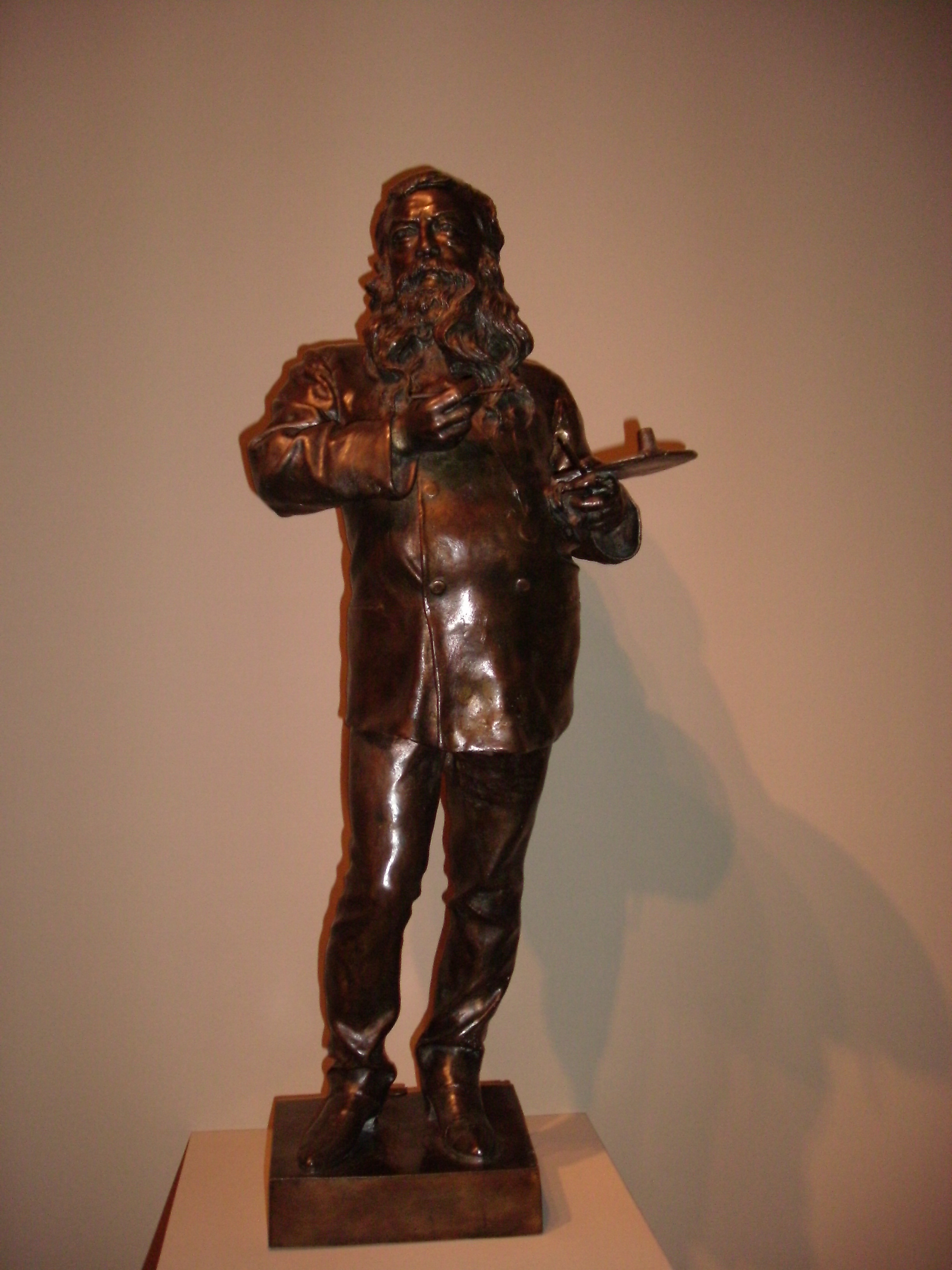
«Художник Мейсоньє».
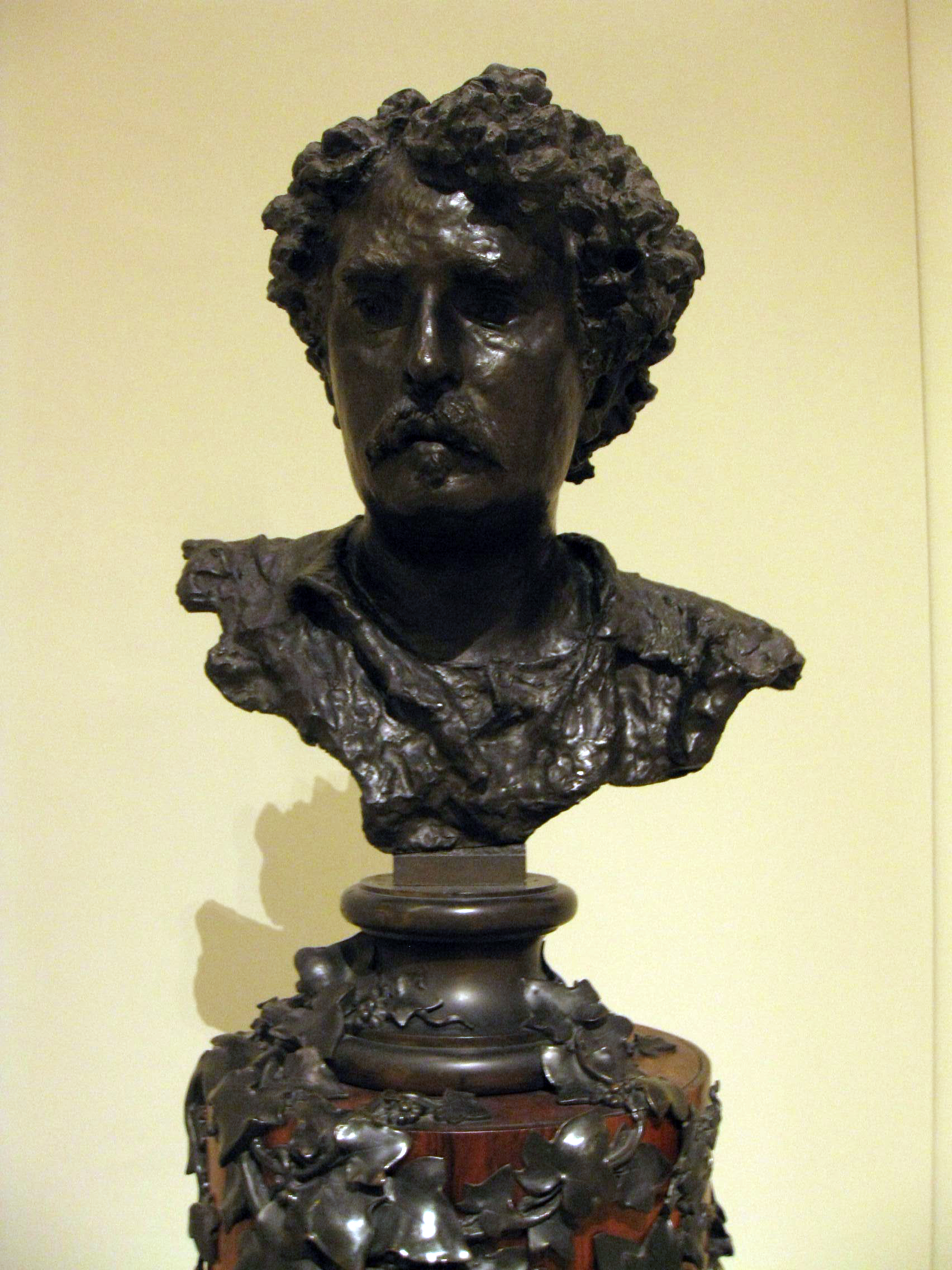
«Художник Маріано Фортуні»
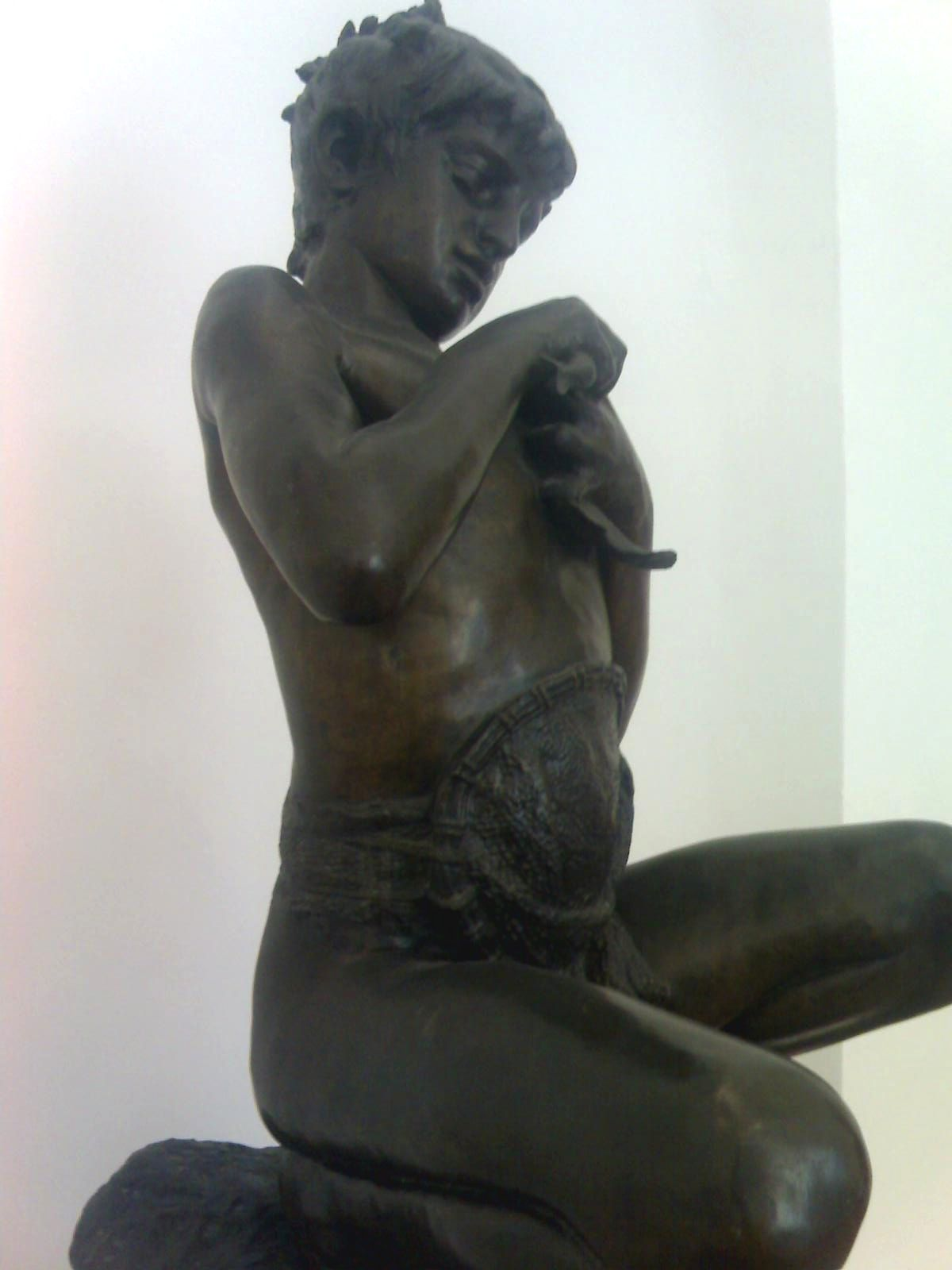
«Хлопчик-рибалка»
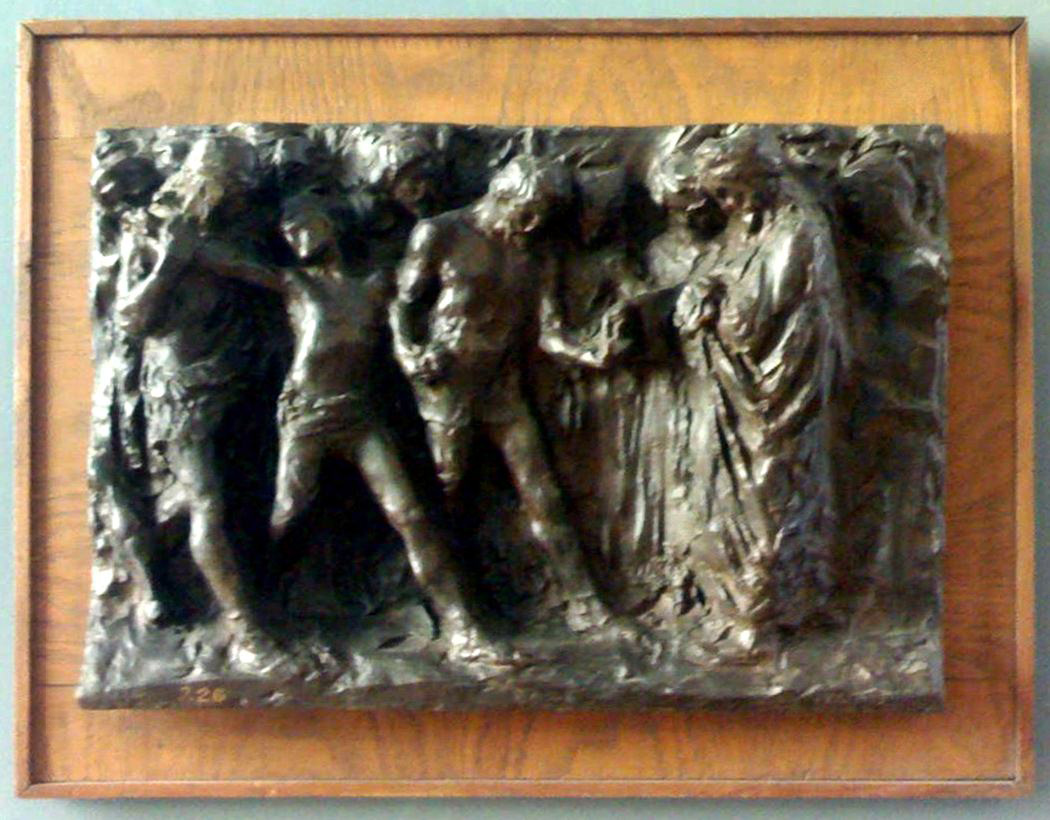
«Брати продають Йосипа в рабство», (рельєф)
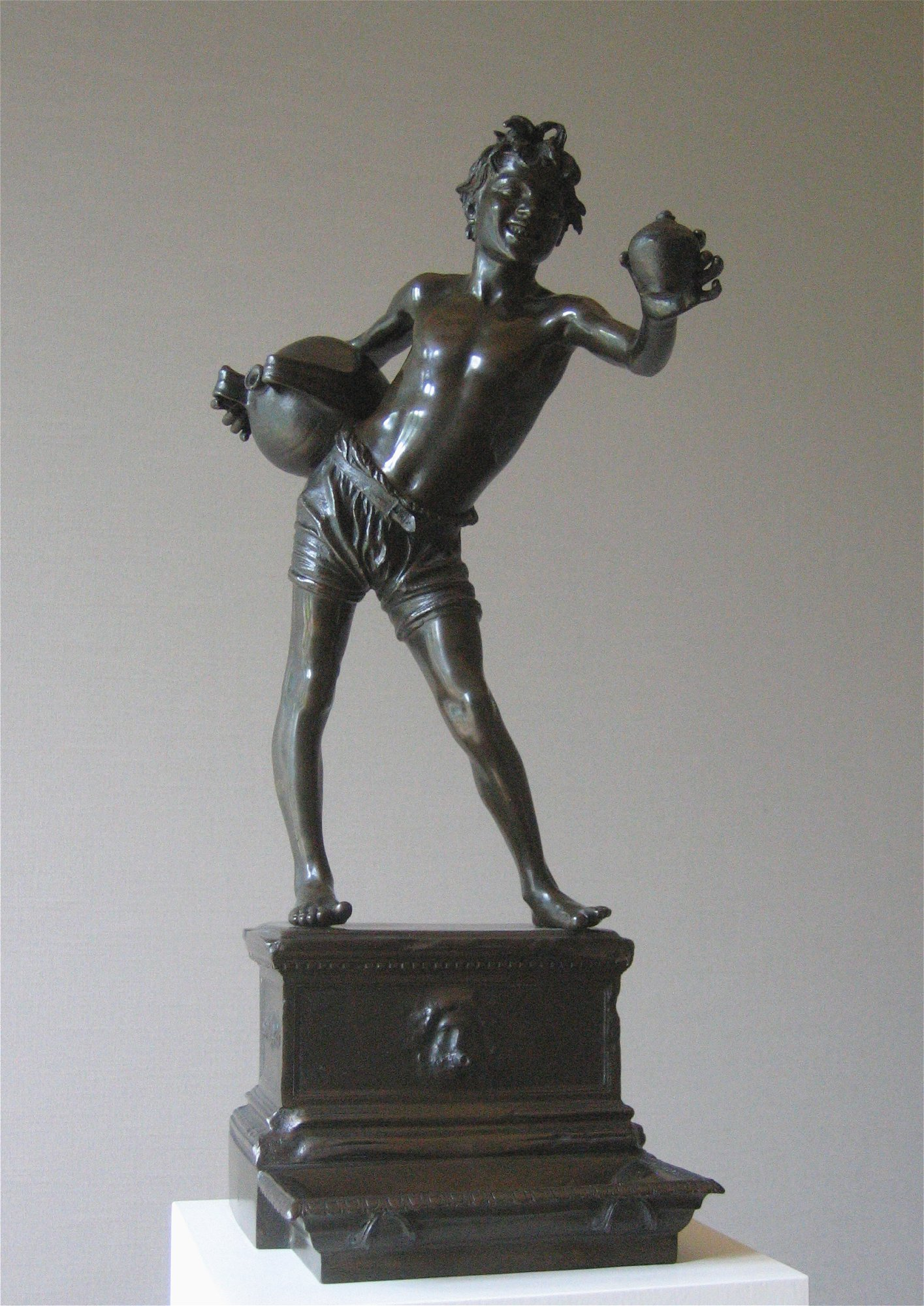
«Водонос»
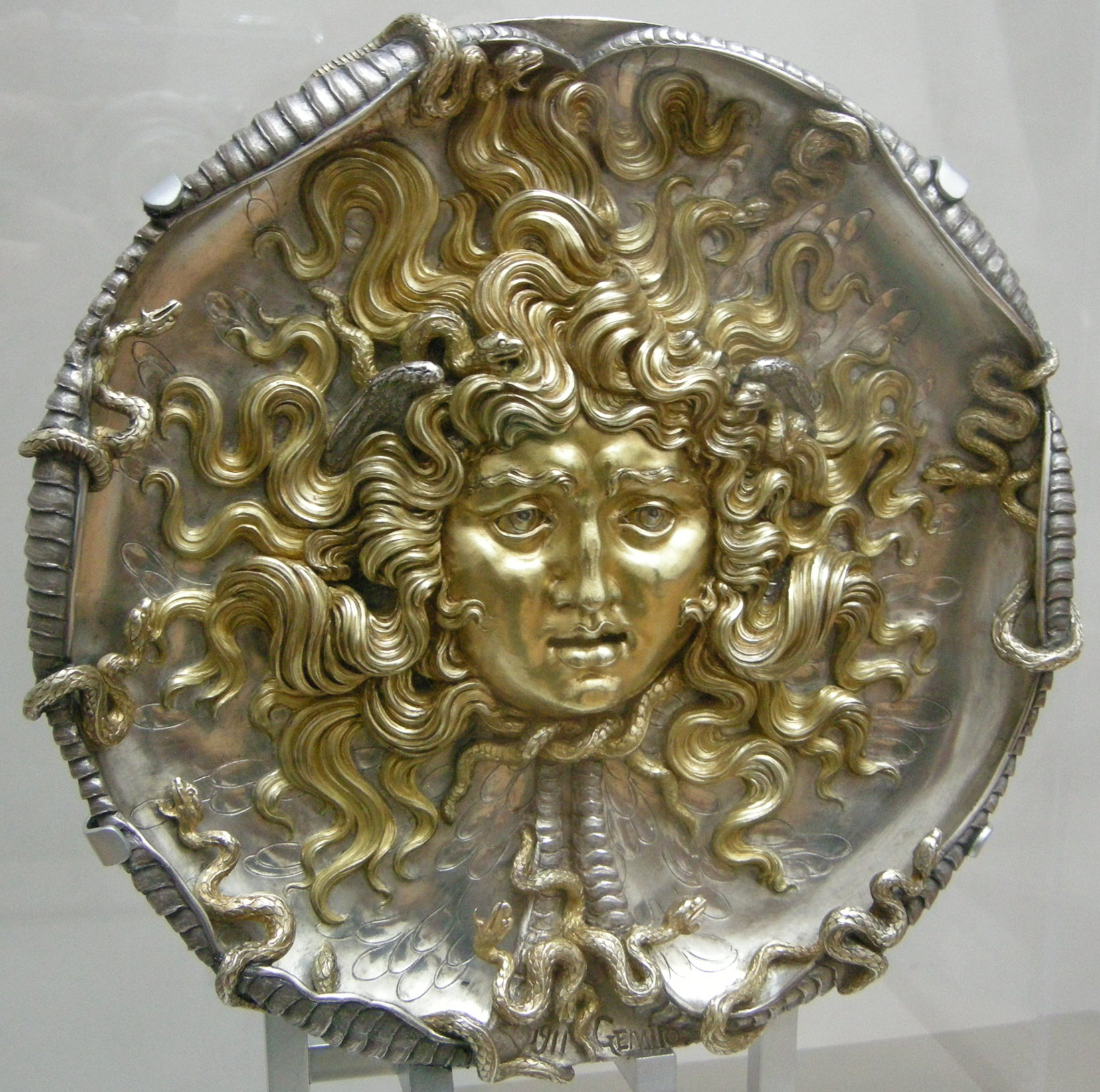
Голівка Медузи Горгони. 1911 р.

## Вибрані твори
- малюнки
- дизайн ювелірних виробів
- монумент на честь художника Мейсоньє
- монумент на честь короля Карла V
- портрет жінки (погруддя)
- портрет Джузеппе Верді (погруддя)
- портрет Доменіко Мореллі (погруддя)
- портрет художника Маріано Фортуні (погруддя)
- автопортрет
- «Підліток з рибкою»
- «Брати продають Йосипа в рабство», (рельєф)